# 1859 aux États-Unis
Pour des articles plus généraux, voir Chronologie des États-Unis et 1859.
Chronologie des États-Unis
- 1855
- 1856
- 1857
- 1858
- 1859
- 1860
- 1861
- 1862
- 1863

Cette page concerne des événements d'actualité qui se sont produits durant l'année 1859 du calendrier grégorien aux États-Unis.

## Gouvernement
- Président : James Buchanan Démocrate
- Vice-président : John Cabell Breckinridge Démocrate
- Secrétaire d'État : Lewis Cass
- Chambre des représentants - Président : James Lawrence Orr Démocrate jusqu'au 4 mars

## Événements
- 5 janvier : ruée vers l'or de Pikes Peak. Le prospecteur George A. Jackson découvre de l'or où se trouve aujourd'hui Idaho Springs à l'endroit où le ruisseau Chicago Creek se déverse dans la Clear Creek.
- 28 janvier : la ville d'Olympia (Washington) est incorporée dans le Territoire de Washington.

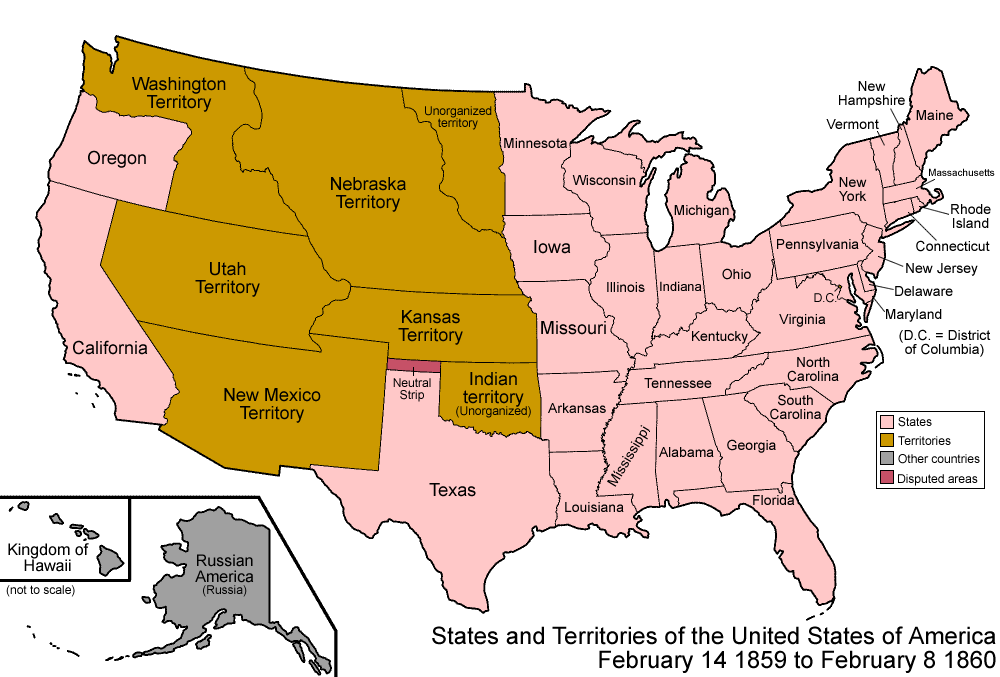
14 février 1859 - 8 février 1860

- 11 février : l'Atchison, Topeka and Santa Fe Railway est créé sous le nom d' Atchison & Topeka Railroad Company dans le but de relier Topeka (Kansas) à Santa Fe (Nouveau-Mexique), puis au golfe du Mexique.
- 14 février : l'ouest du Territoire de l'Oregon devient le 33e État, l'Oregon. Le reste est assigné au Territoire de Washington[1].
- 1er mars : fondation du Massachusetts Institute of Technology à Cambridge (Massachusetts) (charte en 1861)[2]. Il deviendra célèbre dans le monde entier pour la qualité de ses recherches sous ses initiales MIT.
- 3 mars : la plus grande enchère d'esclave dans l'histoire des États-Unis a lieu, appelé The Weeping Time (Le temps des pleurs). Pierce M Butler vend 436 hommes, femmes, enfants, et enfants en bas âge, qui restent dans des boxes destinés à des chevaux dans l'hippodrome de Savannah (Géorgie) pendant des semaines avant que l'enchère ait lieu[3].
- Printemps, ruée vers l'or de Pikes Peak. John H. Gregory, un mineur expérimenté originaire de Géorgie qui avait participé à la ruée vers l'or de Californie découvre le premier filon aurifère du Colorado, le "Gregory Lode", de Gregory Gulch, entre Black Hawk et Central City[4]. D'autres découvertes du genre suivirent rapidement dans la région[5].
- 11 juin : découverte du filon d’argent « Comstock » dans le Nevada (Virginia City)[6].
- 30 juin : Charles Blondin, un funambule français, traverse les Chutes du Niagara sur un fil de fer
- 26 juillet : régate universitaire entre Harvard et Yale. Harvard s'impose[7].
- 27 août : découverte de pétrole à Titusville en Pennsylvanie aux États-Unis par un cheminot, Edwin Drake, qui marque traditionnellement le début de l'âge du pétrole. Le pétrole sera d’abord utilisé comme combustible pour les locomotives et les navires.
- 2-3 septembre : une éruption solaire atteint la Terre dans la nuit du 2 au 3 septembre, illuminant le ciel nocturne sur tout l'hémisphère nord, des témoignages indiquant que jusqu'à des latitudes aussi basses que Panama il était possible de lire un journal en pleine nuit du fait de la lumière aurorale.
- Septembre/octobre : Première tournée de l’équipe d'Angleterre de cricket en Amérique du Nord. Les Anglais, qui affrontent notamment Montréal, New York et Buffalo, ne signent que des victoires[8].
- 12 octobre : les Brooklyn Atlantics remportent le 3e championnat de baseball de la NABBP avec 11 victoires et 1 défaite[9].
- 16 octobre : raid du militant abolitionniste John Brown contre l'arsenal de Harpers Ferry, en Virginie, dans l'espoir, non concrétisé, de susciter une rébellion d'esclaves générale.
- 18 octobre : Robert Lee est chargé d'arrêter les hommes du commando de John Brown, retranchés dans l'arsenal de Harpers Ferry avec des otages. Après le refus de Brown de déposer les armes et de se rendre, Lee ordonne l'assaut contre les insurgés. Après trois minutes de combat, Brown et les survivants de son commando sont capturés.
- Novembre : fondation à San Francisco du club de baseball « The Eagle Baseball Club »[10].

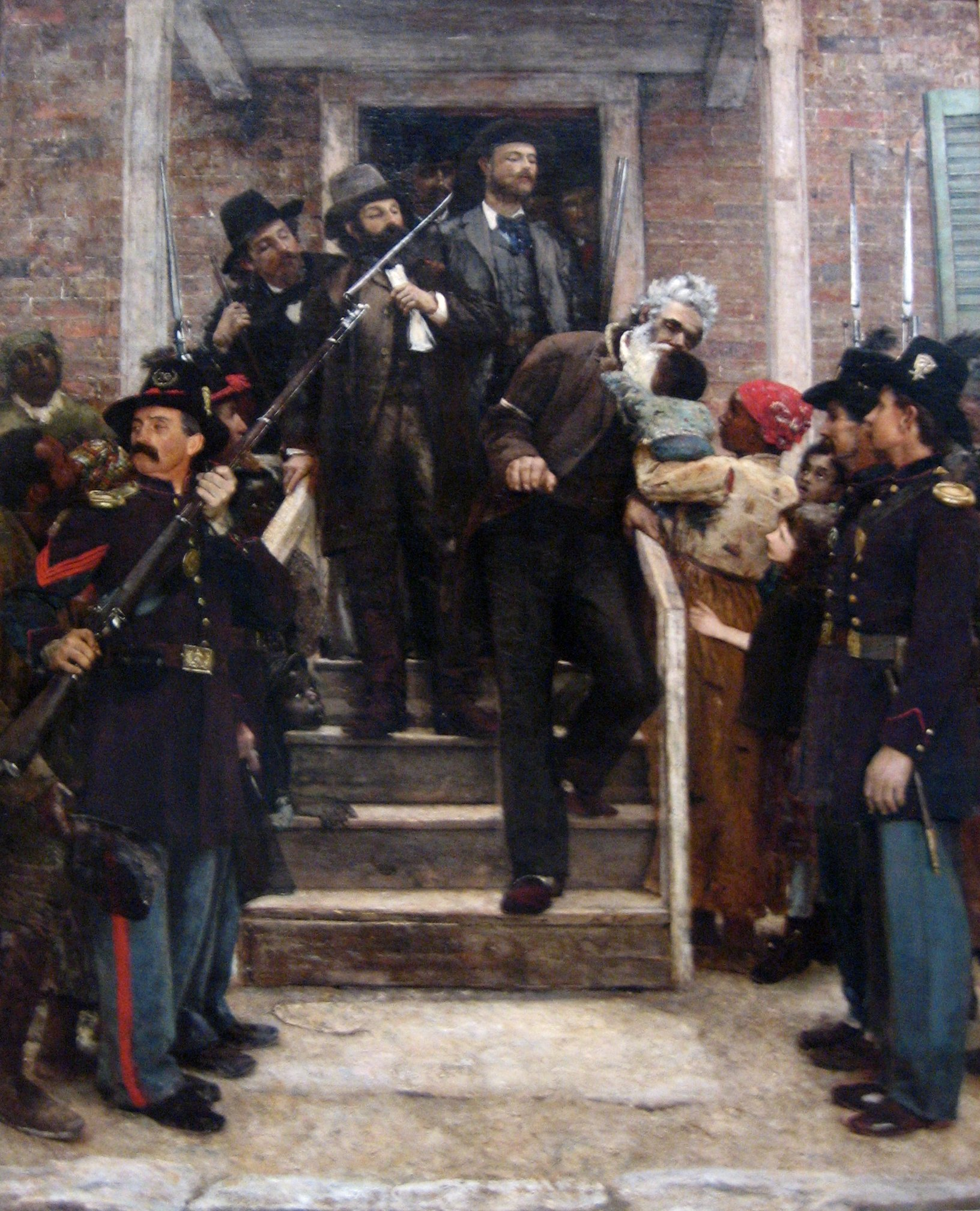
2 décembre : Les Derniers Moments de John Brown, toile de Thomas Hovenden

- 2 décembre : John Brown est pendu par l’État de Virginie pour avoir tenté de fomenter une révolte générale des esclaves du Sud.

## Naissances
- 15 janvier : Nathaniel Lord Britton, botaniste américain († 1934).
- 21 juin : Henry Ossawa Tanner, († 25 mai 1937), était un artiste afro-américain qui étudia sous la direction de Thomas Eakins. Il est né à Pittsburgh, en Pennsylvanie.
- 20 octobre : John Dewey, (né à Burlington dans le Vermont - † 1er juin 1952 à New York), est un philosophe spécialisé en psychologie appliquée et en pédagogie.
- 23 novembre : Billy the Kid, († 14 juillet 1881 (à 21 ans)), est probablement le plus célèbre hors-la-loi du Wild West américain.

## Décès

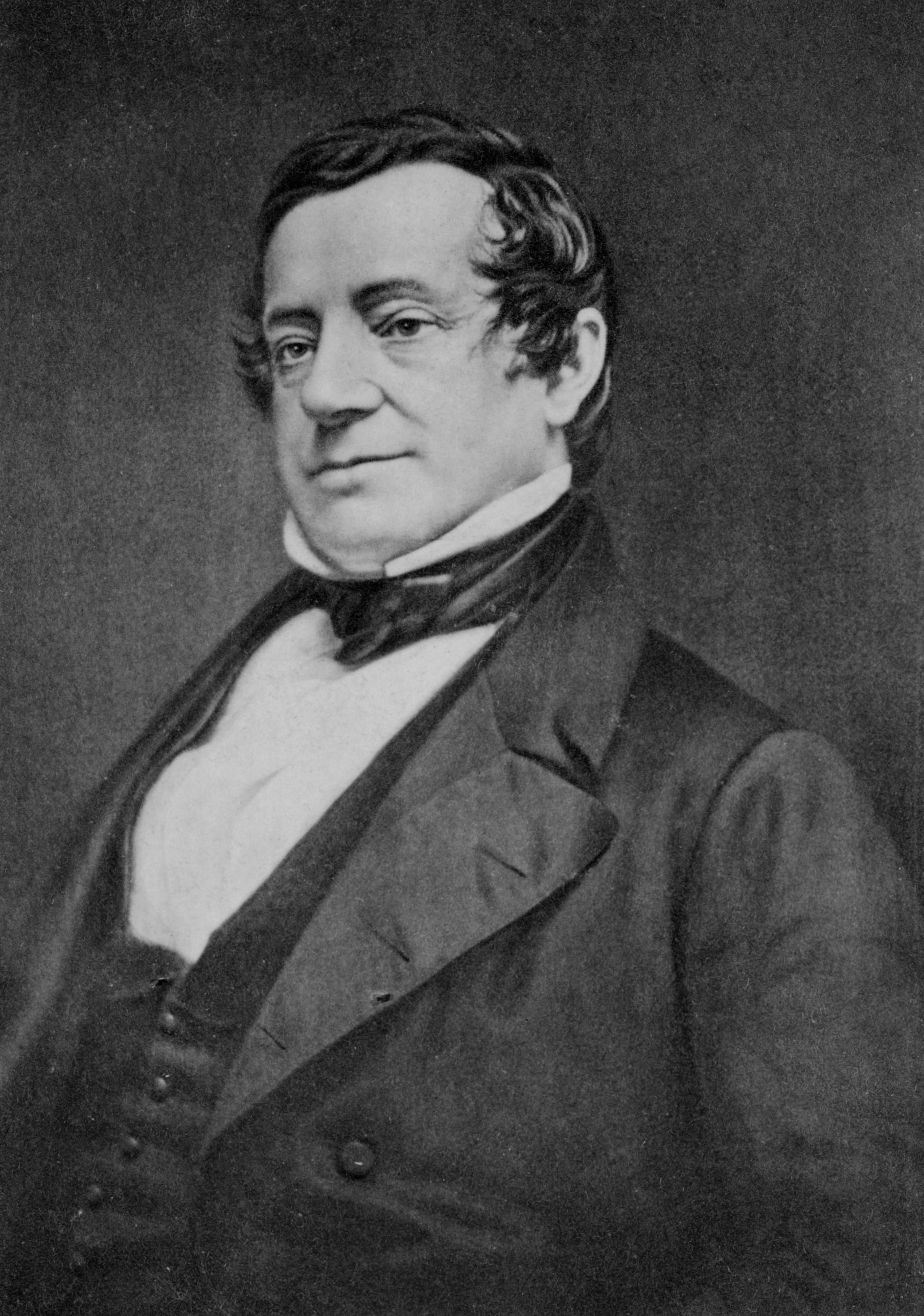
28 novembre : Washington Irving

- 29 janvier : William Cranch Bond, astronome américain
- 28 novembre : Washington Irving, né le 3 avril 1782 dans le quartier de Manhattan, à New York, mort à Tarrytown, est un écrivain.
- 2 décembre : John Brown, (né le 9 mai 1800 à Torrington dans l'État du Connecticut et pendu le 2 décembre 1859 à Charles Town, Virginie (maintenant en Virginie-Occidentale), était un abolitionniste, qui en appela à l'insurrection armée pour abolir l'esclavage.
- 5 décembre : Charles Henry Gilbert (mort en 1928), ichtyologiste américain.
- 10 décembre : Thomas Nuttall, botaniste et ornithologue américain (° 1786)

#### Articles généraux
- Histoire des États-Unis de 1776 à 1865
- Évolution territoriale des États-Unis
- Ruée vers l'or de Pikes Peak

#### Articles sur l'année 1859 aux États-Unis
- Drapeau des États-Unis
- Éruption solaire de 1859